# Christophe Tinseau
Christophe Tinseau, né le 18 décembre 1969 à Orléans, est un pilote automobile français.

## Biographie

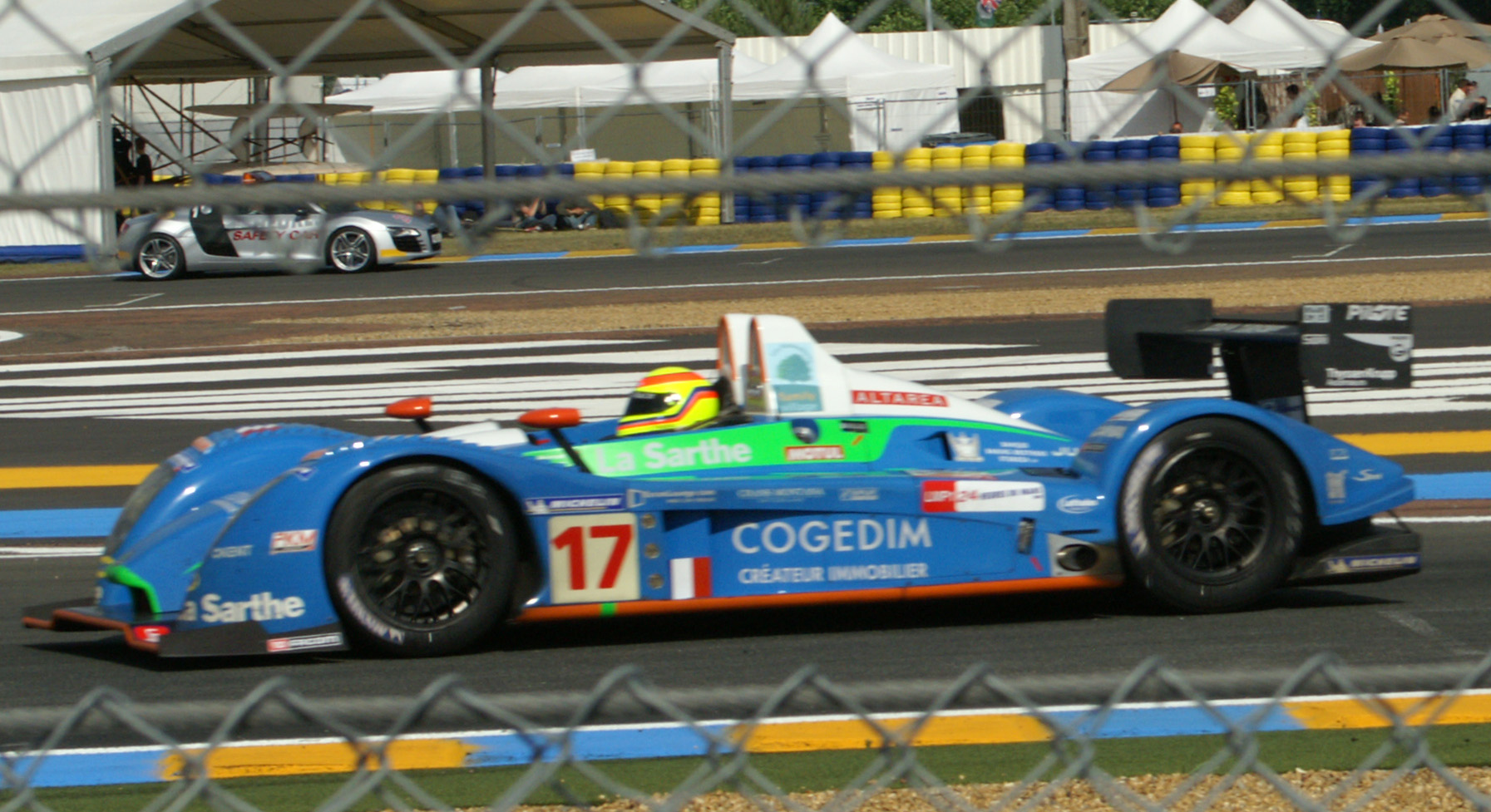
Christophe Tinseau au Mans en 2008

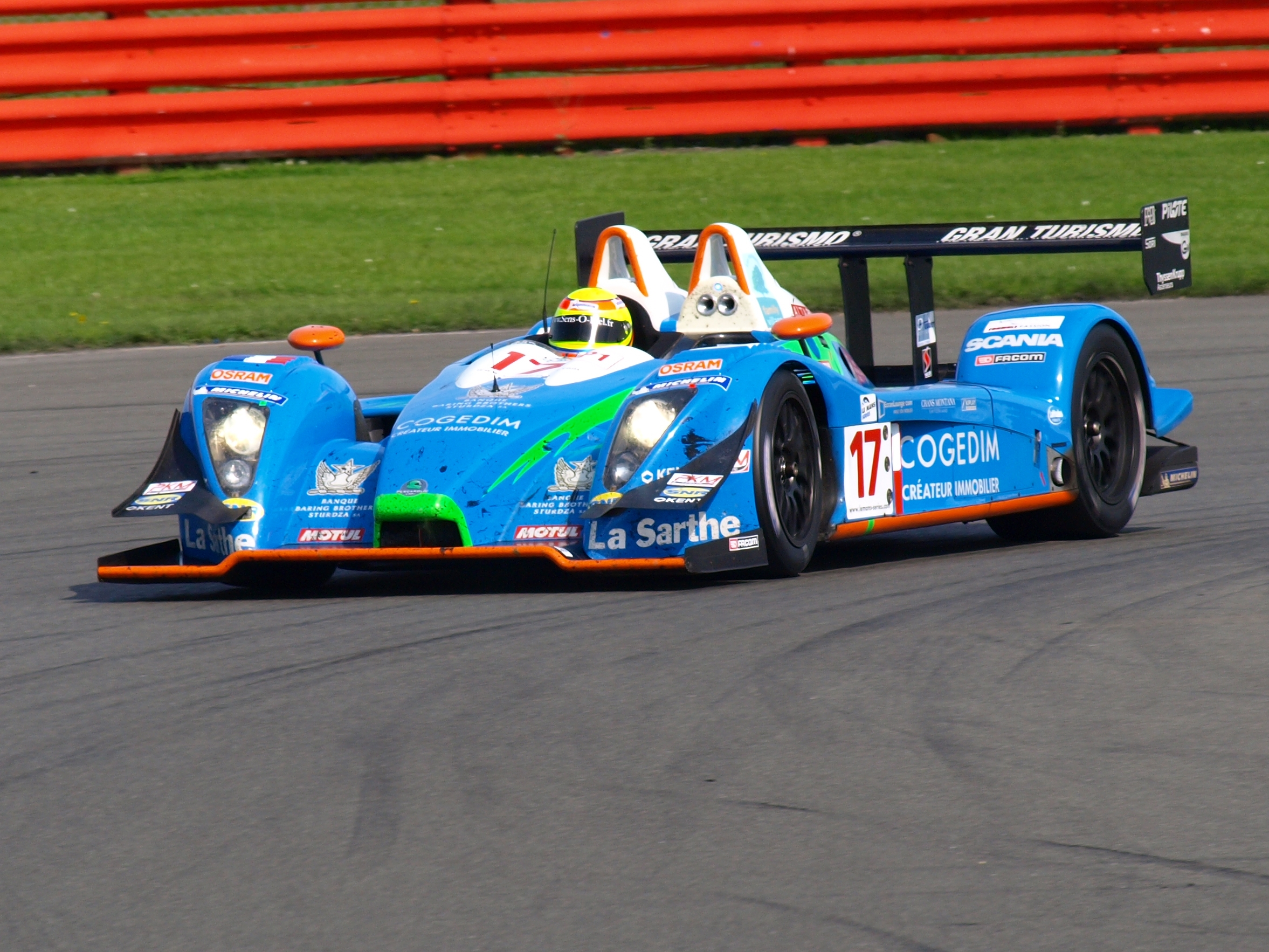
Au Mans en 2008 avec Pescarolo Sport

Christophe Tinseau est l'un des pilotes automobile français les plus prometteurs des années 1990. Lauréat du Volant Elf en 1989 sur le circuit de Magny Cours, Christophe est lancé sur la voie de la monoplace à l'instar de ses prédécesseurs, vainqueurs du célèbre volant Elf Winfield organisé en France depuis les années 1960. En 1994, après un brillant parcours en Formule Renault et Formule 3, il accède à la Formule 3000. En 1996, il devient le meilleur pilote français de cette catégorie, alors antichambre de la Formule 1, quand il obtient une victoire sur le circuit d'Hockenheim devant la plupart des patrons de F1, présents lors de l'événement. À la fin de cette année, Elf annonce son retrait de la compétition et Christophe, soutenu dès ses débuts par cette filière, est concerné par cette mauvaise nouvelle. Il essayera néanmoins de faire le pas vers la catégorie reine grâce à l'aide précieuse de son sponsor de toujours, Paul Predault, mais rien y fait. Il se tourne alors vers la compétition sur le sol américain en Indy Lights (1997) puis en endurance avec des constructeurs tels que Panoz, Cadillac, Riley & Scott...
Christophe a aussi représenté des écuries ou constructeurs comme DAMS, Oreca, Pescarolo Sport, Création, Courage Compétition, Freisinger Motorsport dans plusieurs championnats internationaux. Engagé à sept reprises aux 24 Heures du Mans en tant que pilote d'usine, il a également participé aux 24 Heures de Spa, au Championnat de France de Grand Tourisme ou à la série Porsche Carrera Cup (en 2006).
En 2002 il se voit offrir la possibilité de courir une épreuve de rallye-raid, au bord d'un propotype américain (Protruck) et l'opération est couronnée de succès. Ainsi il est présent sur quelques manches de la Coupe du monde de cross-country et prend même le départ du rallye Paris-Dakar en 2003, qu'il finit à la douzième place au général (meilleur débutant).
Christophe Tinseau est aujourd'hui instructeur-moniteur à l'école officielle Porsche France et organise des sorties sur circuit.

## Carrière automobile
- 1992 : Championnat de France de Formule 3, 15e
- 1993 : Championnat de France de Formule 3, 4e (deux victoires)
- 1994 : Championnat de France de Formule 3, 2e (trois victoires)
- 1995 : Formule 3000, 16e
- 1996 : Formule 3000, 6e
- 1997 : Indy Lights, 11e
- 1998 : 24 Heures du Mans, abandon
- 1999 : ALMS, 40e (trois courses)
  - 24 Heures du Mans, abandon
- 2000 : 24 Heures du Mans, abandon
- 2001 : ALMS LMP 900, 9e
  - 24 Heures du Mans, 5e
- 2002 : ALMS LMP 900, 29e (deux courses)
  - 24 Heures du Mans LMP 900, 9e
- 2003 : 24 Heures du Mans, abandon
- 2005 : Le Mans Series LMP2, 10e
- 2006 : Porsche carrera cup france, 6e
- 2007 : Le Mans Series LMP1, 10e
  - ALMS, 14e
  - 24 Heures du Mans LMP1, 6e
- 2008 : 24 Heures du Mans LMP1, 7e
- 2009 : Le Mans Series LMP1, 4e
  - Champion Asian Le Mans Series
- 2011 : Le Mans Series LMP1, 4e (une victoire)
- 2012 : European Le Mans Series  LMP2, 4e (une victoire)

## Résultats aux24 Heures du Mans
| Année | Équipe                | Équipiers                            | Voiture                     | Classe | Tours | Pos. | Class Pos. |
| ----- | --------------------- | ------------------------------------ | --------------------------- | ------ | ----- | ---- | ---------- |
| 1998  | Panoz Inc. DAMS       | Éric Bernard Johnny O'Connell        | Panoz Esperante GTR-1       | GT1    | 236   | Abd  | Abd        |
| 1999  | Team DAMS             | Franck Montagny David Terrien        | Lola B98/10-Judd            | LMP    | 77    | Abd  | Abd        |
| 2000  | Team DAMS             | Marc Goossens Kristian Kolby         | Cadillac Northstar LMP      | LMP900 | 4     | Abd  | Abd        |
| 2001  | DAMS                  | Wayne Taylor Max Angelelli           | Cadillac Northstar LMP01    | LMP900 | 270   | 15e  | 5e         |
| 2002  | Team Cadillac         | Wayne Taylor Max Angelelli           | Cadillac Northstar LMP-02   | LMP900 | 345   | 9e   | 8e         |
| 2003  | Riley & Scott Racing  | Jim Matthews Marc Goossens           | Riley & Scott Mk III C-Ford | LMP900 | 214   | Abd  | Abd        |
| 2007  | Pescarolo Sport       | Harold Primat Benoît Tréluyer        | Pescarolo 01-Judd           | LMP1   | 325   | 13e  | 6e         |
| 2008  | Pescarolo Sport       | Harold Primat Benoît Tréluyer        | Pescarolo 01-Judd           | LMP1   | 362   | 7e   | 7e         |
| 2009  | Pescarolo Sport       | Bruce Jouanny João Barbosa           | Pescarolo 01-Judd           | LMP1   | 368   | 8e   | 8e         |
| 2011  | Pescarolo Team        | Emmanuel Collard Julien Jousse       | Pescarolo 01-Judd           | LMP1   | 305   | Abd  | Abd        |
| 2012  | Thiriet by TDS Racing | Pierre Thiriet Mathias Beche         | Oreca 03-Nissan             | LMP2   | 353   | 8e   | 2e         |
| 2016  | SRT41 By OAK Racing   | Frédéric Sausset Jean-Bernard Bouvet | Morgan LMP2-Nissan          | LMP2   | 315   | 38e  | /          |